# Ludovisi (famiglia)

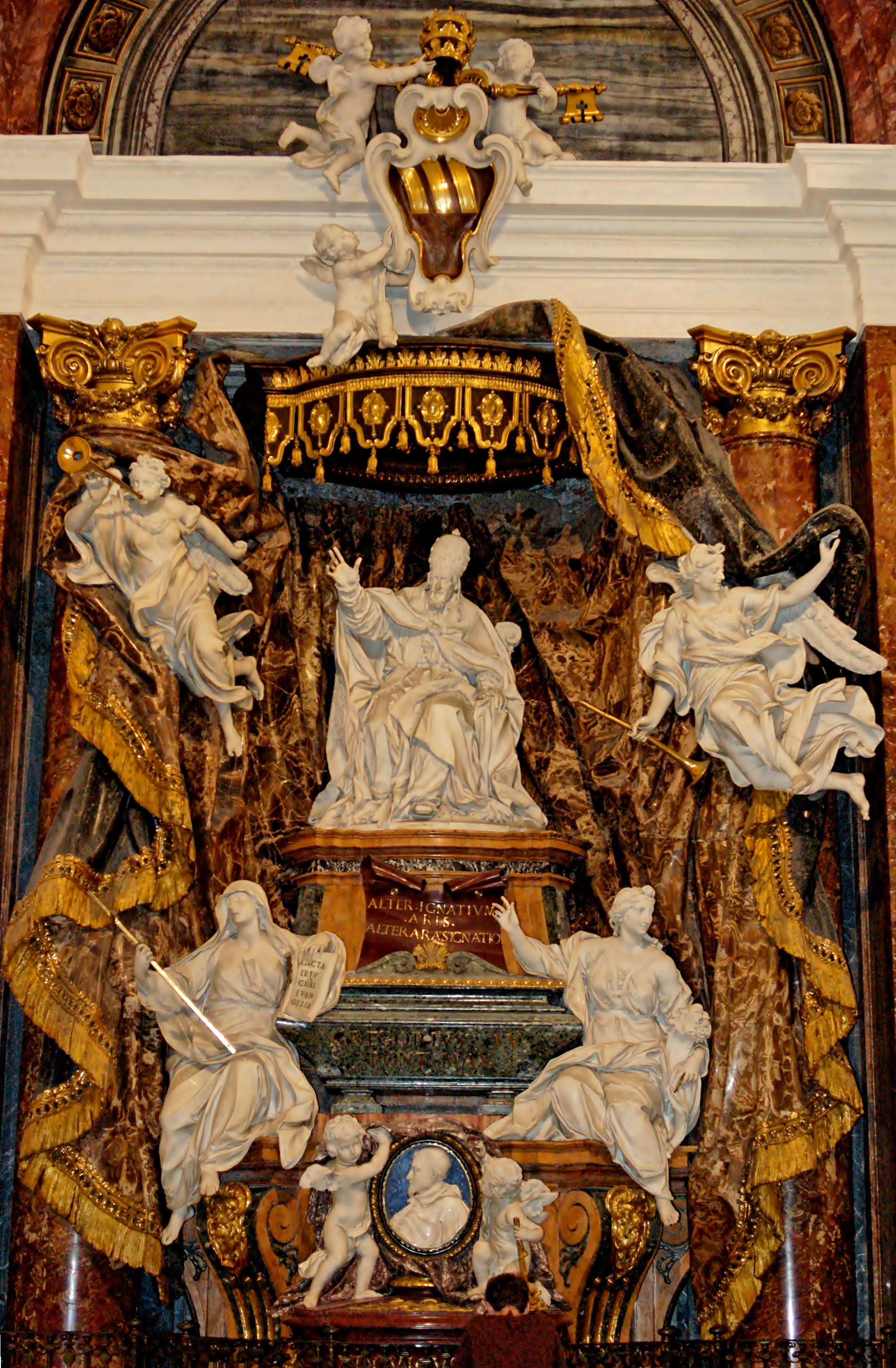
Stemma papale di Casa Ludovisi sopra la tomba di papa Gregorio XV

I Ludovisi furono una famiglia principesca della nobiltà bolognese, trasferitasi a Roma nella metà del XVI secolo: il prestigio familiare vero e proprio si ebbe attraverso Alessandro Ludovisi, che nel 1621 fu eletto al soglio pontificio col nome di papa Gregorio XV.
Succeduti agli Appiano nel 1634 come sovrani del Principato di Piombino, vi regnarono fino al 1733.
L'ultima erede legittima della dinastia fu la principessa Ippolita Ludovisi, la quale, sposando il duca Gregorio II Boncompagni, fece confluire titoli nobiliari e beni nella dinastia Boncompagni, che, unendo i due cognomi, andò così a costituire la nuova dinastia Boncompagni-Ludovisi.

## Storia

### Origini
I Ludovisi furono un'antica famiglia nobiliare originaria di Bologna. Essa ebbe origine da un certo Bertrando di Monterenzio, anche chiamato Bertrando di Monterenzoli (il nome derivava da quello di un castello bolognese), che fu adottato dallo zio materno Giovanni Ludovisi, privo di discendenti e con il quale la famiglia si sarebbe estinta. Bertrando ereditò quindi il cognome e lo stemma dei Ludovisi, e, tramite la sua discendenza, diede inizio a una nuova dinastia. Questi, nella sua carriera politica, fu membro del Consiglio degli Anziani di Bologna, dal 1458 al 1465. Suo figlio, Girolamo Ludovisi, fu senatore e gonfaloniere di Bologna, per poi venire deposto dai Bentivoglio nel 1511 e assassinato. Il figlio di Girolamo, Niccolò Ludovisi, fu conte di Samoggia e Tiola e nuovamente senatore. Ma fu da Ludovico Ludovisi, fratello di Niccolò, e dal figlio di costui, Pompeo Ludovisi, che nacque colui che diede il vero e proprio inizio alle fortune della dinastia: Alessandro Ludovisi, futuro papa Gregorio XV.

### Alessandro Ludovisi: papa Gregorio XV
Tra i molti figli nati dal matrimonio di Pompeo Ludovisi con Camilla Bianchini spicca senza ombra di dubbio il nome di Alessandro Ludovisi, il fondatore del potere e delle fortune della famiglia.
Alessandro studiò filosofia e teologia al Collegio dei Gesuiti di Roma e, successivamente, studiò diritto al Collegio Germanico e si laureò in utroque iure all'Università di Bologna nel 1575. Poco dopo aver conseguito la laurea, tornò a Roma.
Nell'Urbe cominciò il proprio cursus honorum sotto l'ala protettrice del pontefice bolognese Gregorio XIII Boncompagni, che lo designò primo giudice del tribunale del Campidoglio. A coronamento di una brillante carriera prelatizia papa Paolo V Borghese gli conferì prima la carica di arcivescovo di Bologna (1612) e poi quella di cardinale (1616).

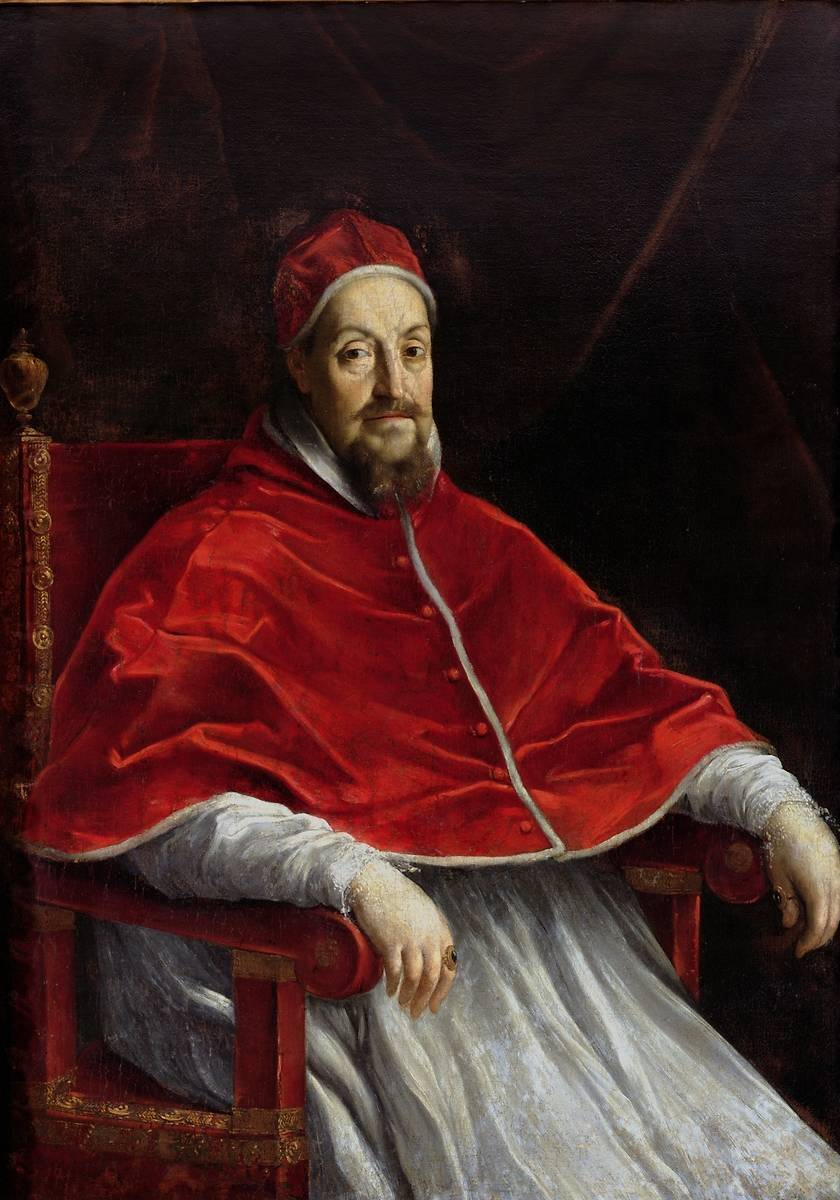
Ritratto di papa Gregorio XV, al secolo Alessandro Ludovisi, ad opera di Guido Reni.

Il 9 febbraio 1621, Alessandro venne eletto al soglio pontificio quale 234º papa della Chiesa cattolica col nome di Gregorio XV. Egli praticò un'attenta ed efficace strategia nepotistica che gli permise di inserire saldamente la propria famiglia negli ambienti rilevanti romani. Tattica che si fondava anzitutto sui matrimoni dei membri laici della casata come fecero subito notare i contemporanei: 
(Moroni cit., pag. 108, dal Diario romano di Giacinto Gigli)
In meno di un anno il nuovo papa aveva già "giocato" tutte le sue pedine familiari, secondo un disegno che appariva già delineato al momento della cavalcata del possesso:
(Moroni cit., ibidem.)

Stemma papale di Gregorio XV recante quello di famiglia: Di rosso, a tre bande d'oro scorciate e ritirate nel capo.

L'altra arma della politica di alleanze del papa fu la creazione degli undici cardinali "promossi" durante il breve pontificato.
- Il primo, come si è visto, fu il nipote Lodovico (15 febbraio).
- Nella seconda tornata del 19 aprile la berretta toccò ad un Caetani di Sermoneta[1], ad un Francesco Sacrati nobile ferrarese, a Francesco Buoncompagni nobile bolognese dei duchi di Sora, pronipote di Gregorio XIII[2], e infine ad Ippolito Aldobrandini nobile Romano, pronipote di Clemente VIlI come il marito appena assegnato alla nipote Ippolita.
- Il 21 luglio fu attuata una politica estera orientata verso il regno di Napoli (a supporto del nipote Niccolò che si muoveva sullo scacchiere spagnolo), assegnando la porpora a Lucio Sanseverino di Bisignano, e bolognese con la nomina di Marco Antonio Gozzadini.
- L'anno seguente, secondo del pontificato, la quarta serie di promozioni (destinata ad essere l'ultima) fu dedicata soprattutto agli affari esteri, con la nomina cardinalizia degli spagnoli Cosimo de Torres e Alfonso de la Cueva, al francese Richelieu, e ad Ottavio Ridolfi "alle istanze dell'Imperatore per i meriti della sua famiglia colla Casa d'Austria"[3].

Il papato Ludovisi durò meno di due anni e mezzo, tempo breve ma sufficiente a che la famiglia accumulasse grandi fortune, tanto da poter comprare dai Colonna per un milione di ducati, nel 1622, i feudi di Zagarolo, Gallicano e perfino Colonna.

### Ludovico Ludovisi: il cardinale mecenate

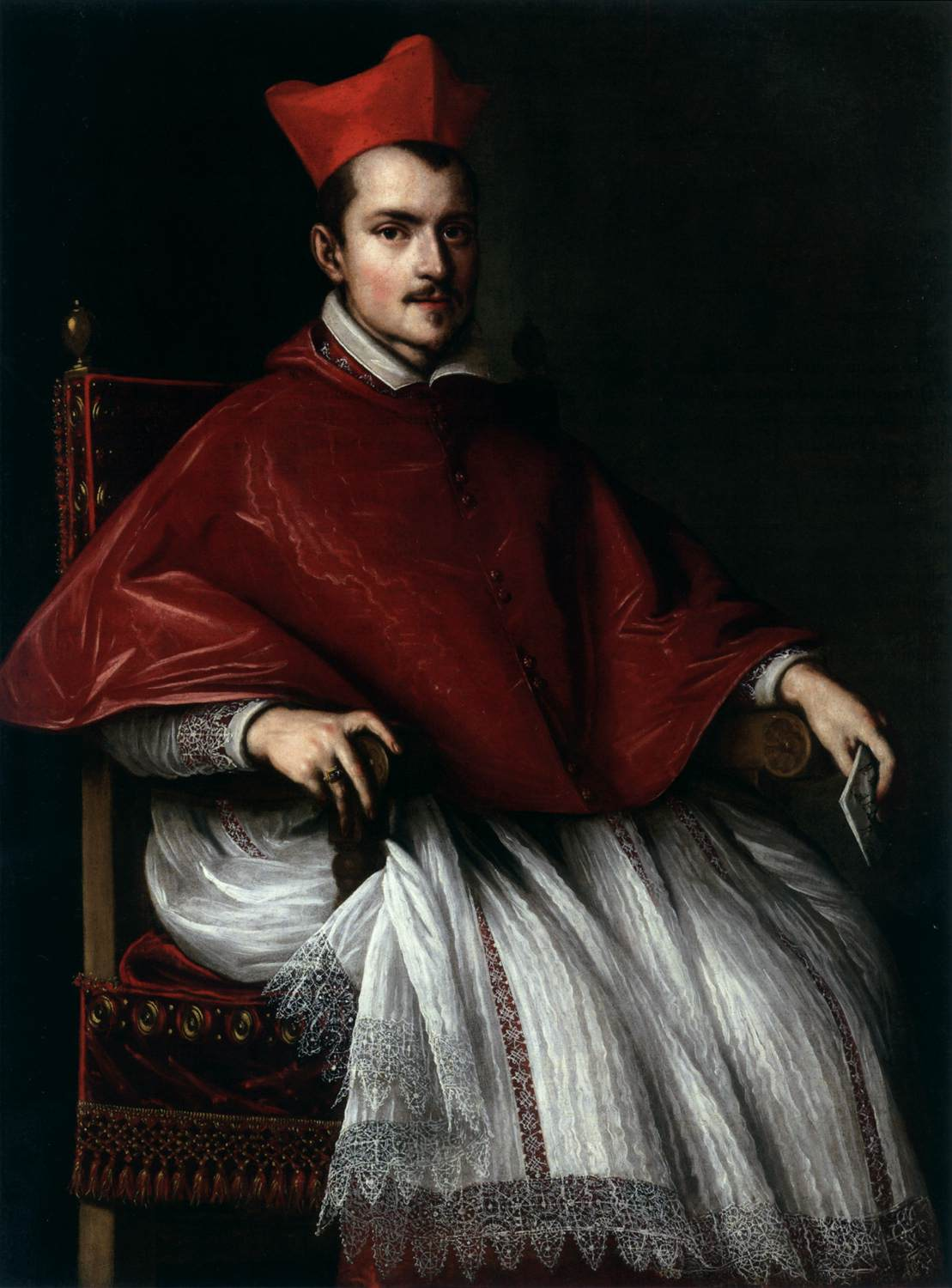
Ritratto di Ludovico Ludovisi in vesti cardinalizie.

Ludovico Ludovisi nacque da Orazio Ludovisi e da sua moglie, Lavinia Albergati. Suo zio, fratello del padre, era proprio Alessandro Ludovisi, e fu proprio lui che, appena eletto pontefice col nome di Gregorio XV, lo creò cardinale nel 1621. Alla nomina, seguirono varie ed importanti cariche all'interno della Curia e del governo di Roma, che fecero di lui un personaggio cardine del governo del tempo. Tra le varie cariche, così come lo zio pontefice, fu anch'esso arcivescovo di Bologna.
Egli fu in vita un grande mecenate, patrono e commissionatore di opere d'arte.
Ad esempio, tra il 1623 e il 1624 accolse e protesse a Roma lo scrittore e poeta Giovan Battista Marino e, dal 1626 al 1632, ebbe a servizio il modenese Alessandro Tassoni.
E fu proprio lui a far realizzare la celebre Villa Ludovisi, dalla quale derivano note opere d'arte come il Trono Ludovisi.

### Niccolò Ludovisi: il fondatore laico

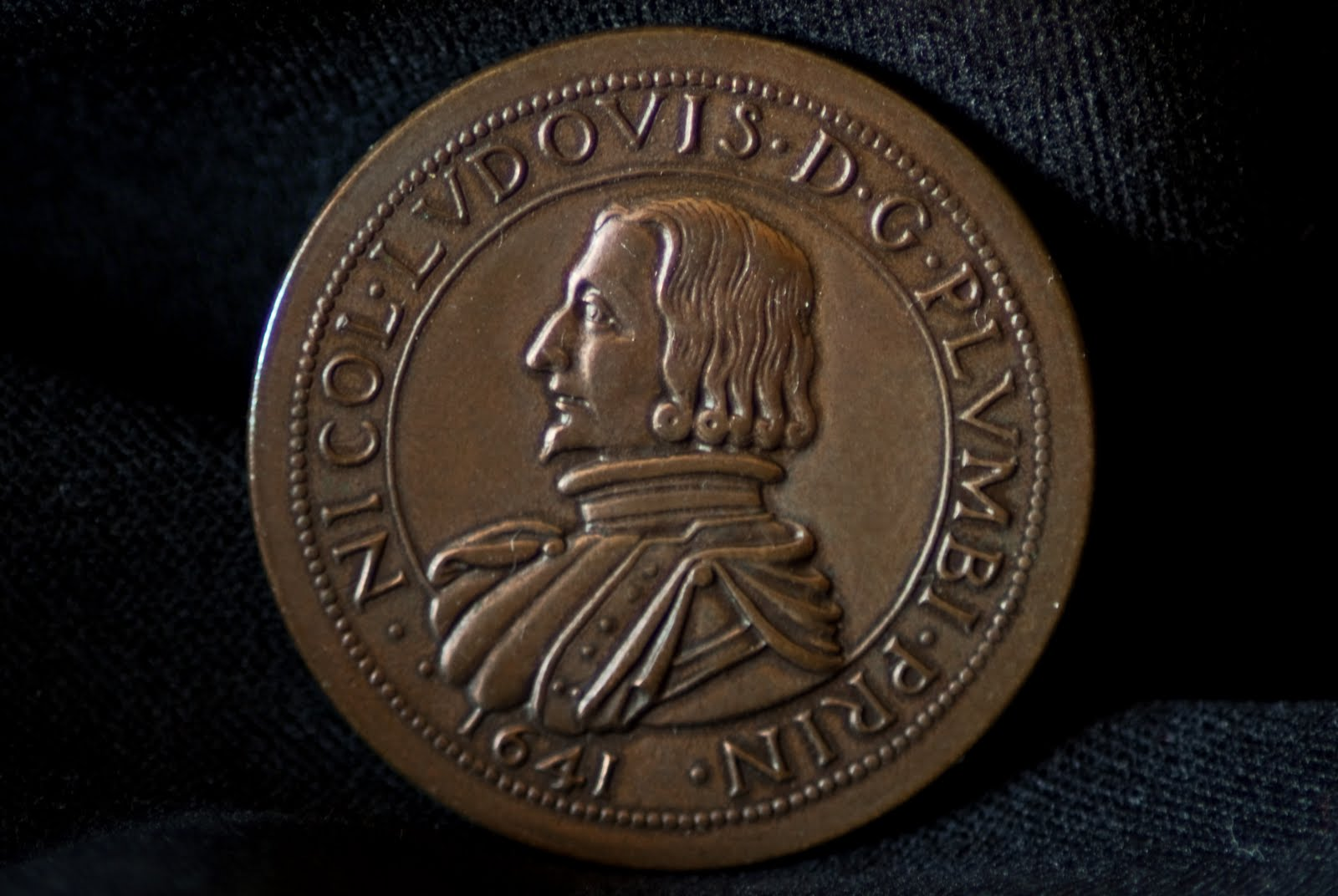
Medaglione con l'effige di Niccolò I Ludovisi.

Altro esponente di spicco della famiglia fu Niccolò I Ludovisi, figlio di Orazio Ludovisi e quindi fratello del cardinale Ludovico Ludovisi e nipote di papa Gregorio XV Ludovisi. Egli può essere considerato il "fondatore laico" delle fortune di famiglia.
Infatti, sposò in prime nozze Isabella Gesualdo, nipote ed unica erede di Carlo Gesualdo, principe di Venosa, dalla quale ebbe in dote tutti i possedimenti della potente omonima famiglia, tra cui il feudo di Gesualdo.
Dopo la prematura morte di Isabella, Niccolò si risposò in seconde nozze con Polissena de Mendoza, figlia ed unica erede di Isabella Appiano, ultima principessa di Piombino e della sua stirpe; questo matrimonio gli garantì di ottenere il Principato di Piombino, consolidando il proprio potere e l'alleanza con la Spagna.
Infine, in terze nozze, sposò Costanza Pamphili, figlia della celebre Donna Olimpia Maidalchini, principessa di San Martino al Cimino; la moglie, inoltre era nipote di papa Innocenzo X Pamphili.
Per Innocenzo X, nel 1645, fu anche comandante della flotta pontificia contro i Turchi nella Guerra di Candia.
Successivamente divenne anche senatore di Bologna, marchese di Populonia, viceré di Aragona (1660–1662) e viceré di Sardegna (1662–1664).

### Ippolita Ludovisi: l'ultima della sua stirpe

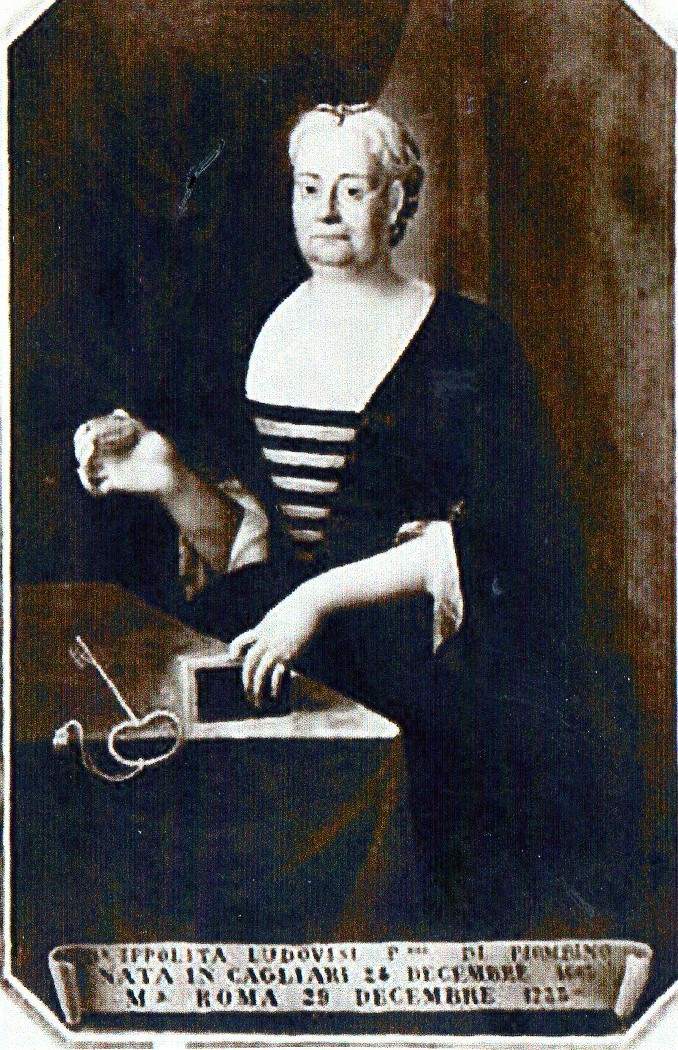
Ippolita Ludovisi, l'ultima della dinastia

Ippolita Ludovisi divenne, dopo l'estinzione della casata in linea maschile e la morte della sorella maggiore, Olimpia Ludovisi, l'unica ed ultima erede del patrimonio dinastico dei Ludovisi.
Ippolita ereditò il Principato di Piombino e vi regnò dal 1701.
Nel 1681 sposò Gregorio II Boncompagni, duca di Sora della dinastia Boncompagni, e con la loro unione si diede origine alla nuova casata dei Boncompagni-Ludovisi. Questa nuova dinastia proseguì tramite la primogenita ed erede della coppia, Maria Eleonora Boncompagni Ludovisi, che sposò lo zio paterno Antonio I Boncompagni, dalla cui unione discero tutti i successivi principi fino alla deposizione dell'ultimo sovrano, Antonio II Boncompagni Ludovisi, per opera di Napoleone Bonaparte.
La discendenza di Ippolita, tramite sua figlia Maria Eleonora, continua sino ai giorni nostri ed è rappresentata dal capo di casa Boncompagni, Don Francesco Maria Boncompagni Ludovisi (n.1965).

## Principi di Piombino
| Sovrano/a (nascita–morte) | Immagine         | Stemma | Regno (dal–al)    | Matrimonio & Discendenza                                                                                             | Diritto di successione                                                                          | N. |
| --- | ---------------- | ------ | ----------------- | --- | ----------------------------------------------------------------------------------------------- | -- |
| Niccolò I Ludovisi (1610–1664) |                  |        | 1634              | (1) Isabella Gesualdo nessun figlio (2) Polissena de Mendoza nessun figlio (3) Costanza Pamphilj 1 figlio e 4 figlie | ex uxore                                                                                        |    |
| Niccolò I Ludovisi (1610–1664) | 25 dicembre 1664 |        |                   | (1) Isabella Gesualdo nessun figlio (2) Polissena de Mendoza nessun figlio (3) Costanza Pamphilj 1 figlio e 4 figlie | ex uxore                                                                                        |    |
| Giovan Battista I Ludovisi (1647–1699) |                  |        | 1º settembre 1665 | (1) Maria de Moncada nessun figlio (2) Anna Maria Arduino 1 figlio                                                   | Figlio del precedente, Niccolò I                                                                |    |
| Giovan Battista I Ludovisi (1647–1699) | 24 agosto 1699   |        |                   | (1) Maria de Moncada nessun figlio (2) Anna Maria Arduino 1 figlio                                                   | Figlio del precedente, Niccolò I                                                                |    |
| Niccolò II Ludovisi (1699–1700) |                  |        | 27 ottobre 1699   | - | Figlio del precedente, Giovan Battista IRegnò sotto la reggenza della madre, Anna Maria Arduino |    |
| Niccolò II Ludovisi (1699–1700) | 17 gennaio 1700  |        |                   | - | Figlio del precedente, Giovan Battista IRegnò sotto la reggenza della madre, Anna Maria Arduino |    |
| Olimpia Ludovisi (1646–1700) |                  |        | 9 marzo 1700      | - | Zia del precedente, Niccolò II, e figlia di Niccolò IMonaca di clausura, governò dal monastero  |    |
| Olimpia Ludovisi (1646–1700) | 27 novembre 1700 |        |                   | - | Zia del precedente, Niccolò II, e figlia di Niccolò IMonaca di clausura, governò dal monastero  |    |
| Ippolita Ludovisi (1663–1733) |                  |        | 27 gennaio 1701   | Gregorio II Boncompagni 6 figlie e 1 figlio                                                                          | Sorella della precedente, Olimpia, e figlia di Niccolò I                                        |    |
| Ippolita Ludovisi (1663–1733) | 29 dicembre 1733 |        |                   | Gregorio II Boncompagni 6 figlie e 1 figlio                                                                          | Sorella della precedente, Olimpia, e figlia di Niccolò I                                        |    |
| Dopo l'estinzione diretta in linea maschile e successivamente, con la morte di Ippolita , anche femminile, l'eredità del titolo e dei beni dei Ludovisi venne continuata da Maria Eleonora Boncompagni Ludovisi , figlia di Ippolita, che sposò lo zio paterno Antonio I Boncompagni e dalla cui unione discero tutti i successivi principi, fino alla deposizione dell'ultimo sovrano, Antonio II Boncompagni Ludovisi , per opera di Napoleone Bonaparte . |                  |        |                   | |                                                                                                 |    |